# Topomyia bannaensis
Topomyia bannaensis är en tvåvingeart som beskrevs av Gong Zhengda och Lu Baolin 1995. Topomyia bannaensis ingår i släktet Topomyia och familjen stickmyggor.
Artens utbredningsområde är Yunnan (Kina). Inga underarter finns listade i Catalogue of Life.